# Kanton Troyes-3
Der Kanton Troyes-3 ist ein französischer Wahlkreis im Département Aube in der Region Grand Est. Er umfasst einen Teilbereich der Gemeinde Troyes und eine weitere Gemeinde im  Arrondissement Troyes und hat sein bureau centralisateur in Troyes. Im Rahmen der landesweiten Neuordnung der französischen Kantone wurde sein Einzugsgebiet im Frühjahr 2015 verändert.

## Gemeinden
Der Kanton besteht aus zwei Gemeinden und Gemeindeteilen mit insgesamt 21.683 Einwohnern (Stand: 1. Januar 2022) auf einer Gesamtfläche von 12,89 km²:
| Gemeinde              | Einwohner 1. Januar 2022 | Fläche km² | Dichte Einw./km² | Code INSEE | Postleitzahl |
| --------------------- | ------------------------ | ---------- | ---------------- | ---------- | ------------ |
| La Chapelle-Saint-Luc | 12.603                   | 10,48      | 1.203            | 10081      | 10600        |
| Troyes                | 9.080                    | 2,41       | 3.768            | 10387      | 10000        |
| Kanton Troyes-3       | 21.683                   | 12,89      | 1.682            | 1014       | –            |

1. ↑   Nur der nordwestliche Teil der Gemeinde, der Rest verteilt sich auf die Kantone Troyes-1, Troyes-2, Troyes-4 und Troyes-5.

Bis zur landesweiten Neuordnung der französischen Kantone im März 2015 umfasste der Kanton nur einen Teil von Troyes und keine Nachbargemeinde. Er besaß vor 2015 einen anderen INSEE-Code als heute, nämlich 1024.

## Politik
| Vertreter im Departementrat | Vertreter im Departementrat         | Vertreter im Departementrat |
| Amtszeit                    | Namen                               | Partei                      |
| --------------------------- | ----------------------------------- | --------------------------- |
| 2004–2015                   | Élisabeth Philippon                 | UMP                         |
| 2015–2021                   | Hania Kouider-Sahed Olivier Richard | DVD LR                      |
| 2021–                       | Olivier Girardin Djamila Haddad     | PS DVG                      |